# Élections régionales de 2015 en Alsace-Champagne-Ardenne-Lorraine
Pour un article plus général, voir Élections régionales françaises de 2015.

Carte de la future région.

Les élections régionales en Alsace-Champagne-Ardenne-Lorraine se déroulent les 6 et 13 décembre 2015.

## Mode de scrutin
Le mode de scrutin est fixé par le code électoral. Les conseillers régionaux sont élus pour six ans : Les conseillers régionaux sont élus au scrutin de liste à deux tours sans adjonction ni suppression de noms et sans modification de l'ordre de présentation. Chaque liste est constituée d'autant de sections qu'il y a de départements dans la région.
Si une liste a recueilli la majorité absolue des suffrages exprimés au premier tour, le quart des sièges lui est attribué. Le reste est réparti à la proportionnelle suivant la règle de la plus forte moyenne. Une liste ayant obtenu moins de 5 % des suffrages exprimés ne peut se voir attribuer un siège. Sinon on procède à un second tour où peuvent se présenter les listes ayant obtenu 10 % des suffrages exprimés. La composition de ces listes peut être modifiée pour comprendre les candidats ayant figuré au premier tour sur d’autres listes, sous réserve que celles-ci aient obtenu au premier tour au moins 5 % des suffrages exprimés et ne se présentent pas au second tour. À l’issue du second tour, les sièges sont répartis de la même façon.
Les sièges étant attribués à chaque liste, on effectue ensuite la répartition entre les sections départementales, au prorata des voix obtenues par la liste dans chaque département.

## Résultats de l'élection précédente

### En Alsace
| Tête de liste  | Tête de liste      | Liste                         | Premier tour | Premier tour | Second tour | Second tour | Sièges | Sièges |
| Tête de liste  | Tête de liste      | Liste                         | #            | %            | #           | %           | #      | %      |
| -------------- | ------------------ | ----------------------------- | ------------ | ------------ | ----------- | ----------- | ------ | ------ |
|                | Philippe Richert*  | LR                            | 181 705      | 34,94        | 284 595     | 46,16       | 28     | 59,57  |
|                | Jacques Bigot      | PS - PRG - MRC                | 98 629       | 18,97        | 242 114     | 39,27       | 14     | 29,79  |
|                | Jacques Fernique   | EE - MEI - Cap21 - Unser Land | 81 117       | 15,60        | 242 114     | 39,27       | 14     | 29,79  |
|                | Patrick Binder     | FN                            | 70 173       | 13,49        | 89 832      | 14,57       | 5      | 10,64  |
|                | Jacques Cordonnier | Alsace d'abord - BI           | 25 906       | 4,98         |             |             |        |        |
|                | Yann Wehrling      | MoDem                         | 23 073       | 4,44         |             |             |        |        |
|                | Jean-Yves Causer   | FG - Alternatifs - PCOF - DVG | 9 712        | 1,87         |             |             |        |        |
|                | Yvan Zimmermann    | NPA                           | 8 550        | 1,64         |             |             |        |        |
|                | Manuel Santiago    | Écologistes                   | 8 376        | 1,61         |             |             |        |        |
|                | Patrick Striby     | DVD - AC                      | 8 303        | 1,60         |             |             |        |        |
|                | Julien Wostyn      | LO                            | 4 481        | 0,86         |             |             |        |        |
|                |                    |                               |              |              |             |             |        |        |
| Inscrits       | Inscrits           | Inscrits                      | 1 248 887    | 100,00       | 1 248 892   | 100,00      |        |        |
| Abstentions    | Abstentions        | Abstentions                   | 707 359      | 56,64        | 610 883     | 48,91       |        |        |
| Votants        | Votants            | Votants                       | 541 528      | 43,36        | 638 009     | 51,09       |        |        |
| Blancs et nuls | Blancs et nuls     | Blancs et nuls                | 21 503       | 3,97         | 21 468      | 3,36        |        |        |
| Exprimés       | Exprimés           | Exprimés                      | 520 025      | 96,03        | 616 541     | 96,64       |        |        |

* liste du président sortant

### En Champagne-Ardenne
| Tête de liste  | Tête de liste            | Liste                   | Premier tour | Premier tour | Second tour | Second tour | Sièges | Sièges |
| Tête de liste  | Tête de liste            | Liste                   | #            | %            | #           | %           | #      | %      |
| -------------- | ------------------------ | ----------------------- | ------------ | ------------ | ----------- | ----------- | ------ | ------ |
|                | Jean-Luc Warsmann        | Majorité présidentielle | 120 468      | 31,77        | 165 261     | 38,51       | 14     | 28,57  |
|                | Jean-Paul Bachy*         | PS - PCF - PRG - MRC    | 117 588      | 31,01        | 190 162     | 44,31       | 29     | 59,18  |
|                | Éric Loiselet            | EE                      | 32 163       | 8,48         | 190 162     | 44,31       | 29     | 59,18  |
|                | Bruno Subtil             | FN                      | 60 264       | 15,89        | 73 710      | 17,18       | 6      | 12,24  |
|                | Anthony Smith            | NPA - PG - Alternatifs  | 18 448       | 4,87         |             |             |        |        |
|                | Marie Grafteaux-Paillard | MoDem                   | 16 472       | 4,34         |             |             |        |        |
|                | Ghislain Wysocinski      | AEI                     | 7 527        | 1,99         |             |             |        |        |
|                | Thomas Rose              | LO                      | 6 245        | 1,65         |             |             |        |        |
|                |                          |                         |              |              |             |             |        |        |
| Inscrits       | Inscrits                 | Inscrits                | 917 748      | 100,00       | 917 947     | 100         |        |        |
| Abstentions    | Abstentions              | Abstentions             | 522 978      | 56,98        | 468 628     | 51,05       |        |        |
| Votants        | Votants                  | Votants                 | 394 770      | 43,02        | 449 319     | 48,95       |        |        |
| Blancs et nuls | Blancs et nuls           | Blancs et nuls          | 15 595       | 3,95         | 20 186      | 4,49        |        |        |
| Exprimés       | Exprimés                 | Exprimés                | 379 175      | 96,05        | 429 133     | 95,51       |        |        |

* liste du président sortant

### En Lorraine
| Tête de liste  | Tête de liste         | Liste                                          | Premier tour | Premier tour | Second tour | Second tour | Sièges | Sièges |
| Tête de liste  | Tête de liste         | Liste                                          | #            | %            | #           | %           | #      | %      |
| -------------- | --------------------- | ---------------------------------------------- | ------------ | ------------ | ----------- | ----------- | ------ | ------ |
|                | Jean-Pierre Masseret* | PS - PCF-MRC                                   | 227 062      | 34,35        | 375 660     | 50,01       | 46     | 63,01  |
|                | Daniel Béguin         | EE - Cap21                                     | 60 559       | 9,16         | 375 660     | 50,01       | 46     | 63,01  |
|                | Laurent Hénart        | Majorité présidentielle - PRG                  | 157 082      | 23,77        | 237 019     | 31,55       | 17     | 23,29  |
|                | Thierry Gourlot       | FN                                             | 98 269       | 14,87        | 138 549     | 18,44       | 10     | 13,70  |
|                | Claude Bellei         | MoDem                                          | 20 901       | 3,16         |             |             |        |        |
|                | Annick Martin         | MNR - PDF - Nouvelle Droite populaire (NDP)    | 19 847       | 3,00         |             |             |        |        |
|                | Philippe Leclercq     | PCF dissidents - PG - Alternatifs - FASE - DVG | 19 833       | 3,00         |             |             |        |        |
|                | Jean-Claude Kaas      | AEI                                            | 16 318       | 2,47         |             |             |        |        |
|                | Jean-Luc André        | DLR - CNI - AC                                 | 14 861       | 2,25         |             |             |        |        |
|                | Jean-Noël Bouet       | NPA                                            | 14 815       | 2,24         |             |             |        |        |
|                | Mario Rinaldi         | LO                                             | 8 544        | 1,29         |             |             |        |        |
|                | Victor Villa          | Divers                                         | 2 337        | 0,35         |             |             |        |        |
|                | Patrice Lefeuvre      | Divers                                         | 504          | 0,08         |             |             |        |        |
|                |                       |                                                |              |              |             |             |        |        |
| Inscrits       | Inscrits              | Inscrits                                       | 1 666 261    | 100,00       | 1 665 223   | 100,00      |        |        |
| Abstentions    | Abstentions           | Abstentions                                    | 974 150      | 58,46        | 881 818     | 52,95       |        |        |
| Votants        | Votants               | Votants                                        | 692 111      | 41,54        | 783 405     | 47,05       |        |        |
| Blancs et nuls | Blancs et nuls        | Blancs et nuls                                 | 31 179       | 4,50         | 32 177      | 4,11        |        |        |
| Exprimés       | Exprimés              | Exprimés                                       | 660 932      | 95,50        | 751 228     | 95,89       |        |        |

* liste du président sortant

## Assemblées régionales sortantes
La région Alsace est représentée par 47 conseillers contre 49 pour la Champagne-Ardenne et 73 pour la Lorraine. La nouvelle assemblée comprendra un total de 169 conseillers.
| Région                      | FdG PCF, PG et apparentés | EÉLV | PS PRG, MRC, DVG et apparentés | LR UDI, DVD, NC et apparentés | FN | Non apparentés | Total |
| --------------------------- | ------------------------- | ---- | ------------------------------ | ----------------------------- | -- | -------------- | ----- |
| Région                      |                           |      |                                |                               |    |                |       |
| Alsace                      | 0                         | 6    | 7                              | 29                            | 5  | -              | 47    |
| Champagne-Ardenne           | 6                         | 5    | 18                             | 14                            | 6  | -              | 49    |
| Lorraine                    | 5                         | 10   | 31                             | 17                            | 6  | 4              | 73    |
| Nombre total de conseillers | 11                        | 21   | 56                             | 60                            | 17 | 4              | 169   |

## Candidats
Les candidatures ont été officiellement déposées au plus tard le quatrième lundi qui précède le jour du scrutin, soit le 9 novembre 2015. Les candidatures ci-dessous sont celles enregistrées par le ministère de l'Intérieur.

### Galerie

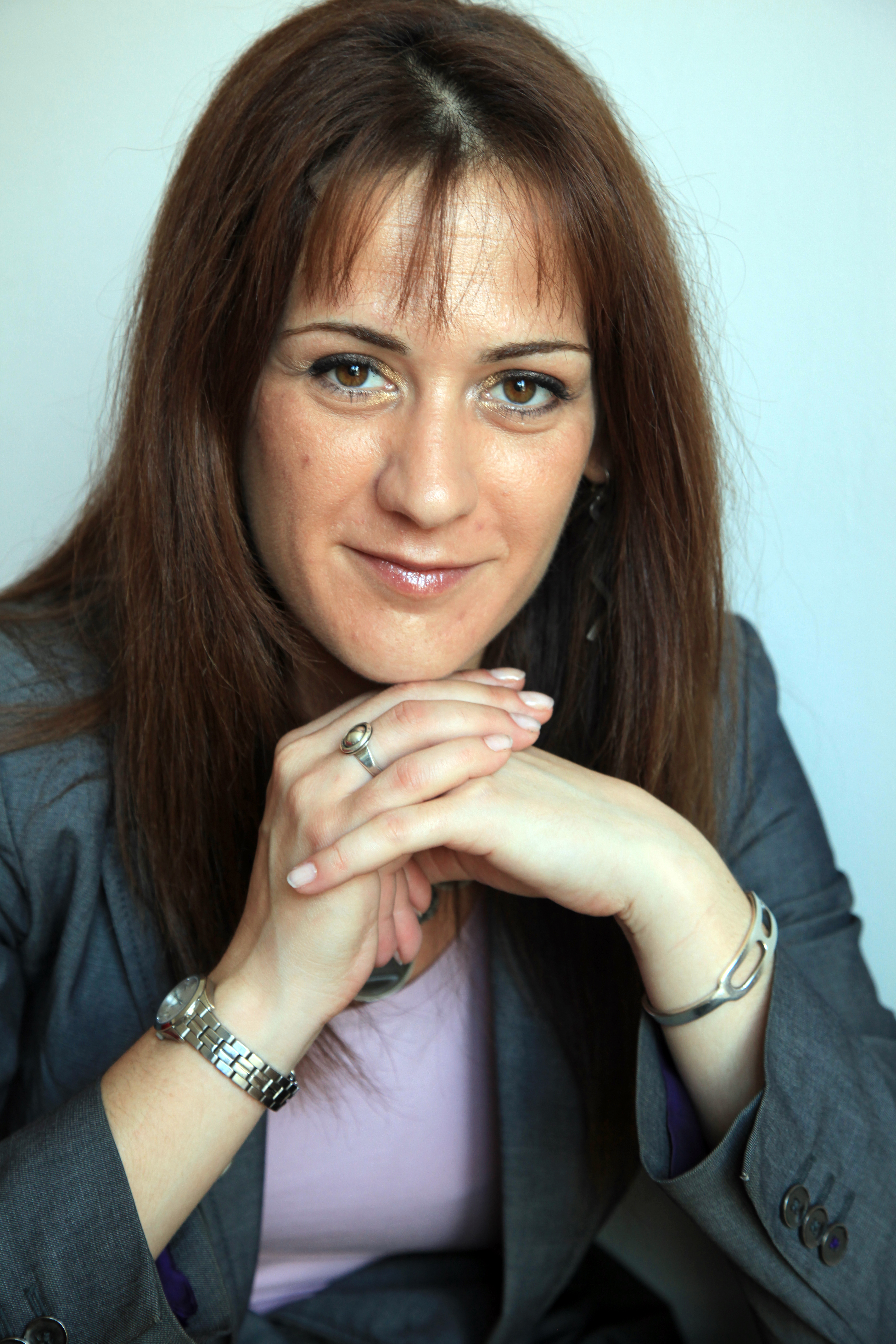
Sandrine Bélier
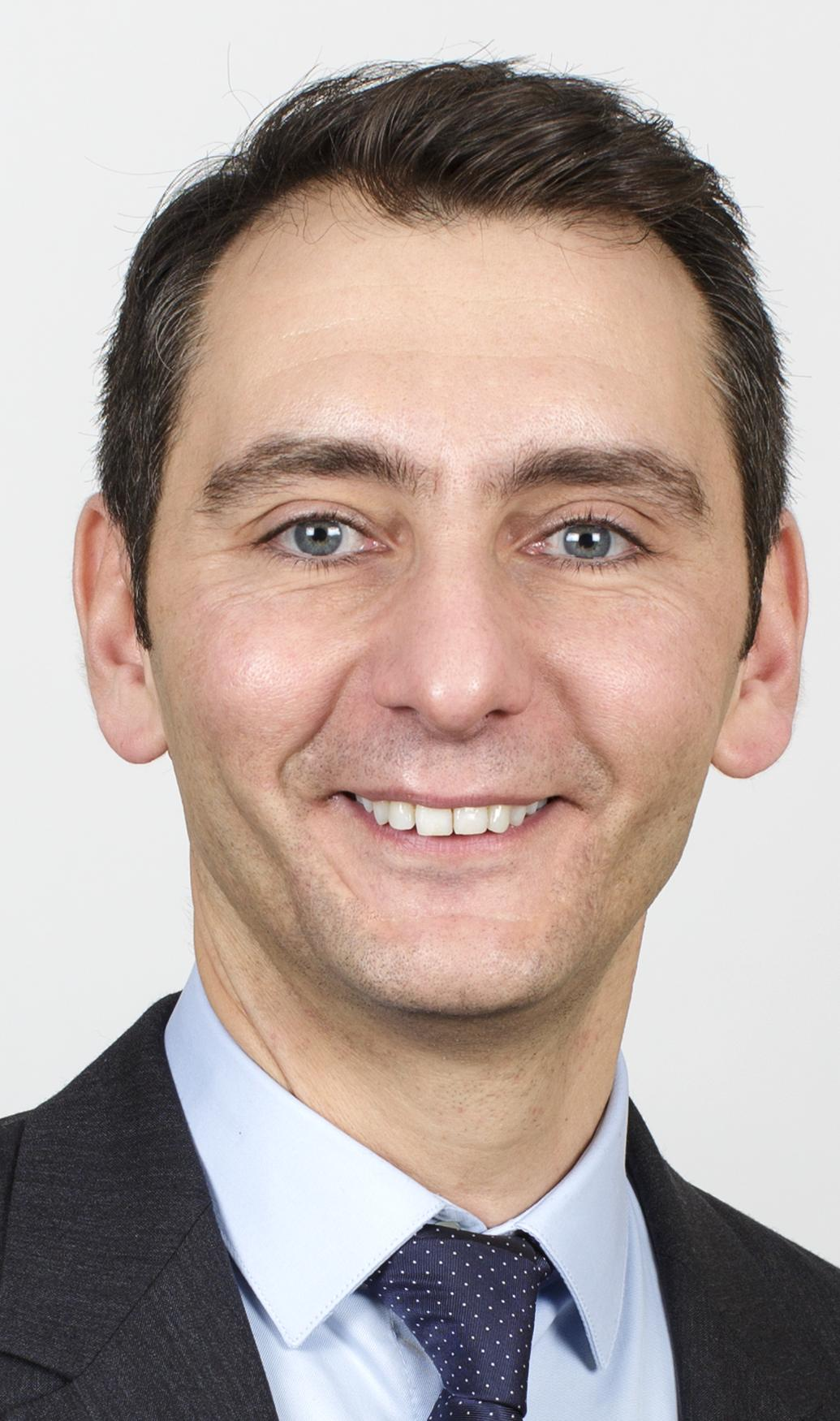
Laurent Jacobelli
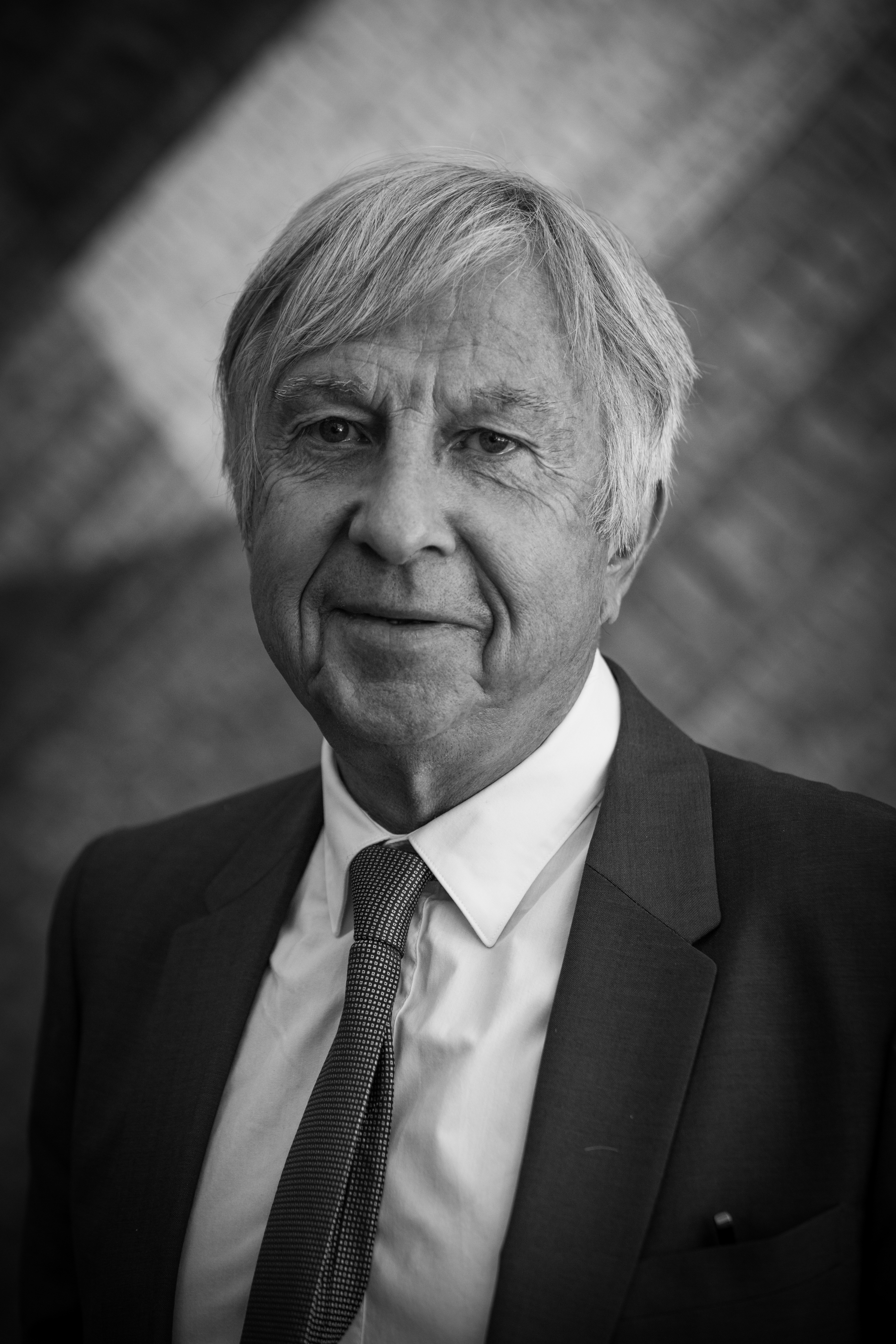
Jean-Pierre Masseret
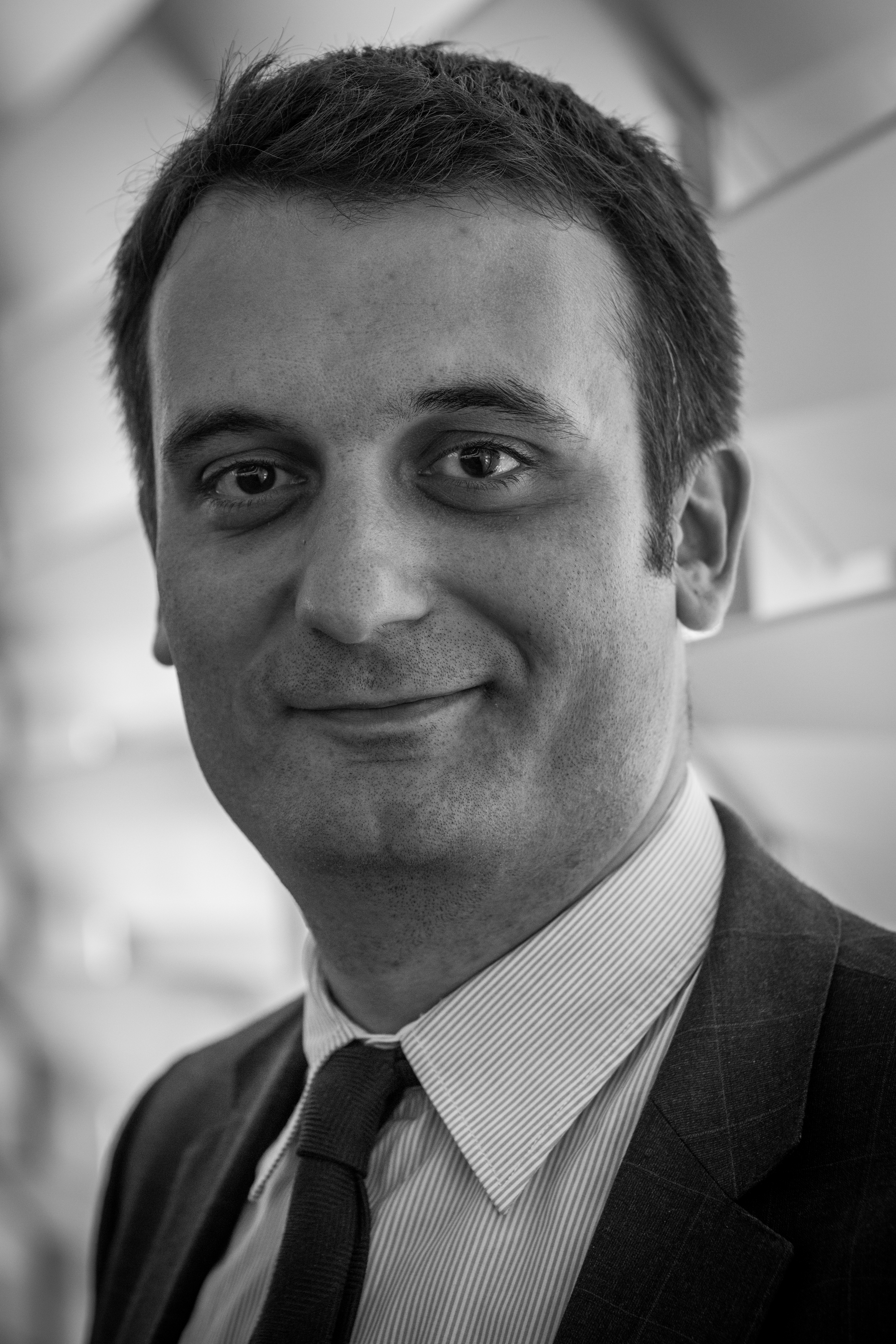
Florian Philippot
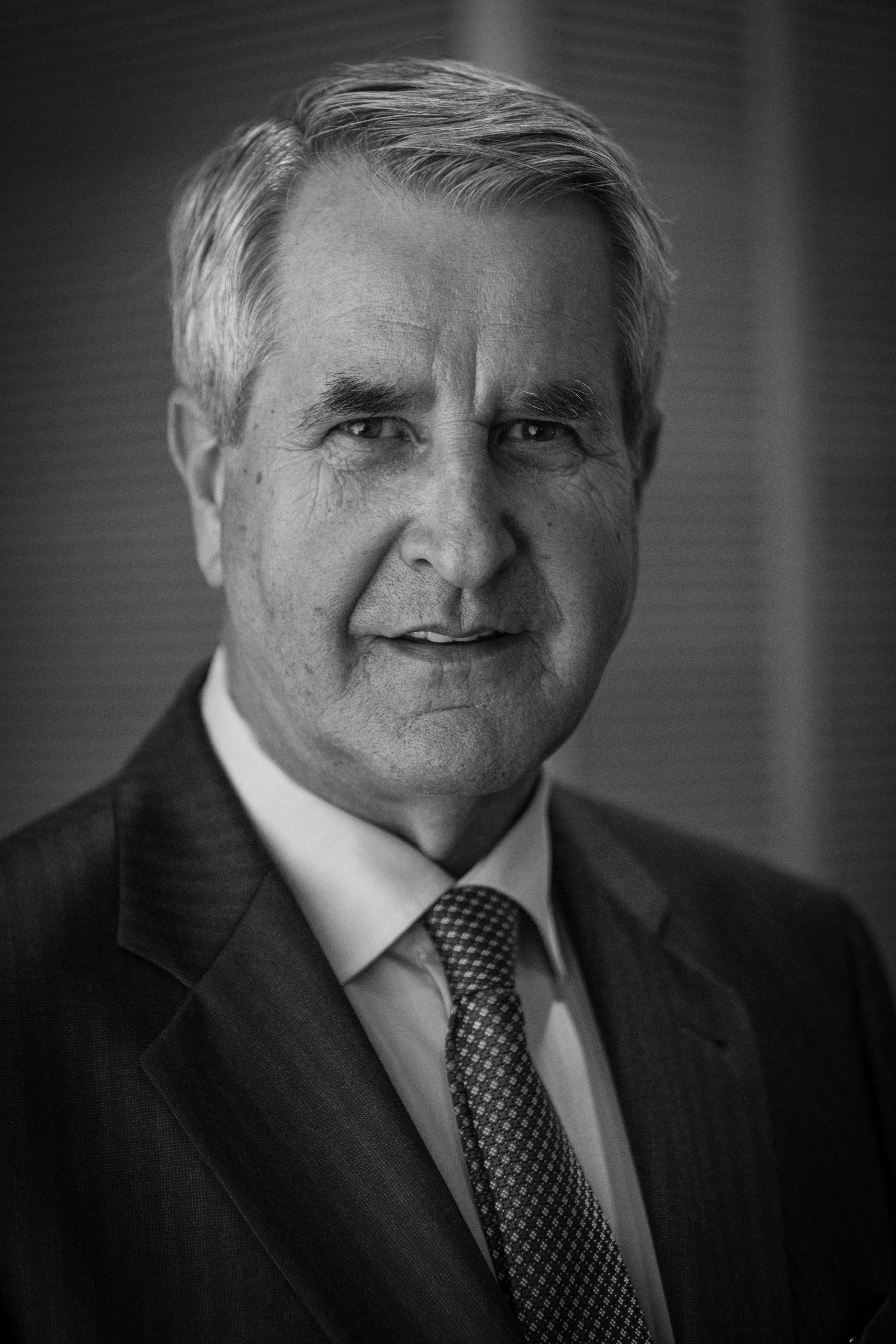
Philippe Richert

### Têtes de liste départementales
| Listes | Listes                                            | Ardennes               | Aube                     | Marne                     | Haute-Marne                    | Meurthe-et-Moselle   | Meuse                | Moselle               | Bas-Rhin                     | Haut-Rhin              | Vosges                  |
| ------ | ------------------------------------------------- | ---------------------- | ------------------------ | ------------------------- | ------------------------------ | -------------------- | -------------------- | --------------------- | ---------------------------- | ---------------------- | ----------------------- |
|        | Liste Sandrine Bélier (EÉLV - PRG)                | Christophe Dumont      | Sylvia Voinet            | Nadine Cortial            | Patricia Coradel               | Mikaël Agopiantz     | Jean-Marc Fleury     | Guy Harau             | Sandrine Bélier              | Antoine Waechter       | Christine L'Heureux     |
|        | Liste Laurent Jacobelli (DLF)                     | Robert Chauderlot      | Marion Quartier          | Anne-Sophie Frigout       | André Dufour                   | Jean-Luc Manoury     | Patrick Étienne      | Alain Dann            | Daniel Degrima               | Jean-Michel Monteillet | Laurent Jacobelli       |
|        | Liste Jean-Pierre Masseret (PS - UDE)             | Joëlle Barat           | Olivier Girardin         | Jacques Meyer             | Patricia Andriot (Écologistes) | Julien Vaillant      | Thibaut Villemin     | Paola Zanetti (PS)    | Anne-Pernelle Richardot (PS) | Antoine Homé (PS)      | Jean-Marie Lalandre     |
|        | Liste Patrick Peron (FG - MRC)                    | Franck Tuot            | Jean-Pierre Cornevin     | Franck Leclère            | Jacques Leray                  | Bora Yilmaz          | Mélanie Tsagouris    | Patrick Peron         | Sylvain Brousse              | Aline Parmentier       | Dominique Cholez        |
|        | Liste Florian Philippot (FN)                      | Guillaume Luczka       | Bruno Subtil             | Pascal Erre               | Frédéric Fabre                 | Grégoire Eury        | Eric Vilain          | Florian Philippot     | Hombeline du Parc            | Virginie Joron         | Jordan Grosse-Cruciani  |
|        | Liste Philippe Richert (LR - UDI - MoDem)         | Jean-Luc Warsmann (LR) | Marc Sébeyran (UDI)      | Xavier Albertini (LR)     | Christine Guillemy (SE)        | Valérie Debord (LR)  | Philippe Mangin (SE) | Patrick Weiten (UDI)  | Philippe Richert (LR)        | Jean Rottner (LR)      | Gérard Cherpion (LR)    |
|        | Liste Jean-Georges Trouillet (UL - AEI - PL - PM) | Jean-Pierre Pierrard   | Virginie Blanchard (AEI) | Ghislain Wysocinski (AEI) | Guillaume Reffay (AEI)         | Thomas Riboulet (PL) | Kévin Gives (PL)     | Philippe Mouraux (PM) | Andrée Munchenbach (UL)      | Nadia Hoog (UL)        | Emmanuel Thiébaut (AEI) |
|        | Liste David Wentzel (UPR)                         | Benjamin Vuibert       | Geoffrey Degouy          | Eric Champion             | Davia Hancock                  | Clément Manenti      | Maxime Logerot       | Simon Giessinger      | Frédéric Hirn                | Pascal Krzeminski      | David Wentzel           |
|        | Liste Julien Wostyn (LO)                          | Mink Takawé            | Pierre Bissey            | Thomas Rose               | Joëlle Bastien                 | Christiane Nimsgern  | Marcel Périn         | Mario Rinaldi         | Marc Baud-Berthier           | Nathalie Mulot         | Jacques Balu            |

### Listes présentées et validées

#### Écologistes, solidaires et citoyens (EELV, PRG, MEI et GE)
Une primaire pour choisir la tête de liste EELV a été organisée les 9 et 10 mai 2015 pour départager Sandrine Bélier et Jacques Fernique. C'est Sandrine Bélier qui est la candidate désignée d'EELV.
La liste « Écologistes, solidaires et citoyens » est une liste d'union entre EELV, le Mouvement écologiste indépendant, Génération écologie et le Parti radical de gauche. Le PRG devait initialement s'allier avec le Parti socialiste dans le cadre d'un accord national entre les deux partis mais, estimant que l'accord n'était pas respecté dans la région, il a décidé de s'allier avec EELV.

#### Nos vies d'abord! (FG, MRC et NGS)
Patrick Peron, maire communiste d'Algrange, a été désigné tête de liste régionale pour le Front de gauche.
La liste « Nos vies d'abord ! » regroupe le Front de gauche, le Mouvement républicain et citoyen et la Nouvelle Gauche socialiste.

#### Debout la France avec Nicolas Dupont-Aignan (DLF)
Laurent Jacobelli (secrétaire général adjoint de Debout la France, chargé de l’organisation du mouvement) est le candidat déclaré du parti. Chef d'entreprise dans le secteur audiovisuel, il fut le directeur de l’antenne de TV5 Monde, la chaîne francophone internationale.

#### + Forte, + proche, notre région avec Jean-Pierre Masseret (PS, UDE et mdP)
Jean-Pierre Masseret, président sortant du conseil régional de Lorraine, est le candidat désigné du PS.
La liste « + Forte, + proche, notre région avec Jean-Pierre Masseret » rassemble le Parti socialiste, l'Union des démocrates et des écologistes et le Mouvement des progressistes.

#### Liste Front national présentée par Marine Le Pen (FN - RBM)
Le 1er juin 2015, Florian Philippot a été investi tête de liste régionale par le bureau politique du FN.

#### L'UPR avec François Asselineau
David Wentzel, candidat aux élections départementales de 2015 dans les Vosges dans le canton de Saint-Dié-des-Vosges-1 (2,04 %), a été désigné tête de liste régionale du parti Union populaire républicaine par François Asselineau et le Bureau national du parti.

#### Lutte ouvrière - Faire entendre le camp des travailleurs (LO)
La tête de liste de Lutte ouvrière est Julien Wostyn, ouvrier chez PSA à Mulhouse. La liste s'intitule « Faire entendre le camp des travailleurs ». LO n'a pas souhaité faire d'accord avec d'autres organisations, réaffirmant son indépendance politique. L'appel au vote est le suivant : « Préparons-nous à voter pour faire entendre le camp qu'ils veulent tous faire taire, à voter pour le camp des travailleurs contre les fauteurs de guerre et contre les serviteurs de l'ordre social capitaliste qui nous enfonce dans la barbarie ».

#### Non à l'ACAL, Oui à nos régions! (UL, AEI, PL et 57-PDM)
Jean-Georges Trouillet, secrétaire général du parti alsacien Unser Land, a été investi officiellement tête de liste interrégionale pour la liste « Non à l'ACAL, Oui à nos régions », soutenue par ces quatre formations : Unser Land, l'Alliance écologiste indépendante, le Parti lorrain et le Parti des Mosellans (57-PDM).

#### Unissons nos énergies (LR, UDI et MoDem)
Philippe Richert, président sortant du conseil régional d'Alsace, est le candidat désigné du parti Les Républicains,.
Laurent Hénart (président du Parti radical et maire de Nancy) était le candidat désigné de l'UDI et avait confié la charge de préparer un projet et constituer la liste centriste à Patrick Weiten, président du conseil départemental de Moselle.
Le 5 mai 2015, le MoDem avait investi Nathalie Griesbeck en tant que tête de liste . Depuis, les trois partis ont finalement décidé de présenter une liste commune d'union de la droite et du centre menée par Philippe Richert. Le 3 novembre 2015, la section de Champagne-Ardenne du MoDem dénonce cet accord.

## Sondages
Avertissement : Les résultats des intentions de vote ne sont que la mesure actuelle des rapports de forces politiques. Ils ne sont en aucun cas prédictifs du résultat des prochaines élections.
La marge d'erreur de ces sondages est de 4,5 % pour 500 personnes interrogées, 3,2 % pour 1000, 2,2 % pour 2000 et 1,6 % pour 4000.

### Premier tour
Pour des raisons techniques, il est temporairement impossible d'afficher le graphique qui aurait dû être présenté ici.

| Sondeur | Date             | Panel  | LO     | PCF   | EELV   | PS       | UL        | LR      | DLF       | UPR     | FN        | NSP  |
| Sondeur | Date             | Panel  | Wostyn | Peron | Bélier | Masseret | Trouillet | Richert | Jacobelli | Wentzel | Philippot | NSP  |
| ------- | ---------------- | ------ | ------ | ----- | ------ | -------- | --------- | ------- | --------- | ------- | --------- | ---- |
| Sondeur | Date             | Panel  |        |       |        |          |           |         |           |         |           | NSP  |
| BVA     | 15 octobre 2015  | 1 189  | 1 %    | 7 %   | 6 %    | 19 %     | 3 %       | 31 %    | 2,5 %     | 0,5 %   | 30 %      | 32 % |
| BVA     | 3 novembre 2015  | 1 203  | 1 %    | 4 %   | 4 %    | 17 %     | 3,5 %     | 34 %    | 2,5 %     | 1 %     | 33 %      | 27 % |
| Odoxa   | 5 novembre 2015  | 1 001  | 1 %    | 6,5 % | 6 %    | 19 %     | 2 %       | 30 %    | 2,5 %     | 1 %     | 32 %      | 30 % |
| Ipsos   | 29 novembre 2015 | 23 061 | 1 %    | 5 %   | 5 %    | 16 %     | 5 %       | 29 %    | 3 %       | 1 %     | 35 %      | -    |
| Elabe   | 30 novembre 2015 | 1 000  | 1 %    | 5 %   | 5 %    | 20 %     | 3 %       | 28 %    | 3 %       | 1 %     | 34 %      | 21 % |

### Second tour
| Sondeur | Date             | Panel  | PS-PCF-EELV | LR      | FN        | NSP  |
| Sondeur | Date             | Panel  | Masseret    | Richert | Philippot | NSP  |
| ------- | ---------------- | ------ | ----------- | ------- | --------- | ---- |
| Sondeur | Date             | Panel  |             |         |           | NSP  |
| BVA     | 15 octobre 2015  | 1 189  | 30 %        | 37 %    | 33 %      | 33 % |
| Odoxa   | 5 novembre 2015  | 1 001  | 28 %        | 37 %    | 35 %      | 31 % |
| BVA     | 23 novembre 2015 | 1 203  | 26 %        | 39 %    | 35 %      | 28 % |
| Elabe   | 30 novembre 2015 | 1 000  | 30 %        | 34,5 %  | 35,5 %    | 23 % |
| Ipsos   | 29 novembre 2015 | 23 061 | 28 %        | 35 %    | 37 %      | -    |
| Elabe   | 10 décembre 2015 | 985    | 16 %        | 43 %    | 41 %      | 18 % |

## Résultats

### Global
|                          |                          |                          |              |              |             |               |        |               |  |  |  |  |  |  |
| Tête de liste            | Tête de liste            | Liste                    | Premier tour | Premier tour | Second tour | Second tour   | Sièges | +/-           |  |  |  |  |  |  |
| Tête de liste            | Tête de liste            | Liste                    | Voix         | %            | Voix        | %             | Sièges | +/-           |  |  |  |  |  |  |
|                          | Florian Philippot        | FN                       | 641 234      | 36,07        | 790 166     | 36,08         | 46     | 25            |  |  |  |  |  |  |
|                          | Philippe Richert         | LR-UDI-MoDem             | 459 212      | 25,83        | 1 060 059   | 48,40         | 104    | 45            |  |  |  |  |  |  |
|                          | Jean-Pierre Masseret     | PS-UDE-MdP               | 286 390      | 16,11        | 339 756     | 15,51         | 19     | 39            |  |  |  |  |  |  |
|                          | Sandrine Bélier          | EELV-PRG-MEI-GE          | 119 091      | 6,70         |             |               | 0      | 20            |  |  |  |  |  |  |
|                          | Laurent Jacobelli        | DLF                      | 84 886       | 4,78         | 0           | en stagnation |        |               |  |  |  |  |  |  |
|                          | Jean-Georges Trouillet   | UL-AEI-PL-57-PDM         | 84 127       | 4,73         | 0           | en stagnation |        |               |  |  |  |  |  |  |
|                          | Patrick Peron,           | PCF-PG-MRC               | 57 165       | 3,22         | 0           | 11            |        |               |  |  |  |  |  |  |
|                          | Julien Wostyn            | LO                       | 26 347       | 1,48         | 0           | en stagnation |        |               |  |  |  |  |  |  |
|                          | David Wentzel            | UPR                      | 19 171       | 1,08         | 0           | en stagnation |        |               |  |  |  |  |  |  |
|                          |                          |                          |              |              |             |               |        |               |  |  |  |  |  |  |
| Suffrages exprimés       | Suffrages exprimés       | Suffrages exprimés       | 1 777 643    | 95,49        | 2 189 981   | 95,49         |        |               |  |  |  |  |  |  |
| Votes blancs             | Votes blancs             | Votes blancs             | 46 404       | 2,49         | 52 078      | 2,27          |        |               |  |  |  |  |  |  |
| Votes nuls               | Votes nuls               | Votes nuls               | 37 553       | 2,02         | 51 315      | 2,24          |        |               |  |  |  |  |  |  |
| Total                    | Total                    | Total                    | 1 861 600    | 100          | 2 293 374   | 100           | 169    | en stagnation |  |  |  |  |  |  |
| Abstentions              | Abstentions              | Abstentions              | 2 023 930    | 52,09        | 1 592 494   | 40,98         |        |               |  |  |  |  |  |  |
| Inscrits / Participation | Inscrits / Participation | Inscrits / Participation | 3 885 530    | 47,91        | 3 885 868   | 59,02         |        |               |  |  |  |  |  |  |

### Par département

#### Premier tour
| Tête de liste | Tête de liste          | Liste                   | Ardennes | Ardennes | Aube    | Aube    | Marne    | Marne    | Haute-Marne | Haute-Marne | Meurthe-et-Moselle | Meurthe-et-Moselle |
| Tête de liste | Tête de liste          | Liste                   | #        | %        | #       | %       | #        | %        | #           | %           | #                  | %                  |
| ------------- | ---------------------- | ----------------------- | -------- | -------- | ------- | ------- | -------- | -------- | ----------- | ----------- | ------------------ | ------------------ |
|               | Florian Philippot      | FN - RBM                | 33 690   | 38,54    | 38 916  | 40,42   | 64 273   | 37,29    | 26 843      | 42,20       | 79 810             | 34,88              |
|               | Philippe Richert       | LR - UDI - MoDem        | 25 240   | 28,87    | 23 729  | 24,65   | 44 497   | 25,82    | 14 647      | 23,03       | 46 661             | 20,39              |
|               | Jean-Pierre Masseret   | (PS) puis Divers gauche | 13 776   | 15,76    | 13 553  | 14,08   | 27 390   | 15,89    | 9 821       | 15,44       | 55 694             | 24,34              |
|               | Sandrine Bélier        | EELV - PRG              | 3 997    | 4,57     | 5 259   | 5,46    | 10 769   | 6,25     | 3 279       | 5,16        | 15 498             | 6,77               |
|               | Laurent Jacobelli      | DLF                     | 3 996    | 4,57     | 7 411   | 7,70    | 11 068   | 6,42     | 4 182       | 6,57        | 10 853             | 4,74               |
|               | Jean-Georges Trouillet | UL - AEI - PL - PM      | 715      | 0,82     | 935     | 0,97    | 2 241    | 1,30     | 656         | 1,03        | 2 507              | 1,10               |
|               | Patrick Peron          | FG - MRC - NGS          | 3 454    | 3,95     | 3 972   | 4,13    | 6 529    | 3,79     | 2 225       | 3,50        | 11 333             | 4,95               |
|               | Julien Wostyn          | LO                      | 1 841    | 2,11     | 1 500   | 1,56    | 3 046    | 1,77     | 1 240       | 1,95        | 3 862              | 1,69               |
|               | David Wentzel          | UPR                     | 709      | 0,81     | 1 008   | 1,05    | 2 539    | 1,47     | 714         | 1,12        | 2 595              | 1,13               |
|               |                        |                         |          |          |         |         |          |          |             |             |                    |                    |
| Inscrits      | Inscrits               | Inscrits                | 195 007  | 100,00   | 203 894 | 100,00  | 378 895  | 100,00   | 136 714     | 100,00      | 493 317            | 100,00             |
| Abstentions   | Abstentions            | Abstentions             | 103 511  | 53,08    | 103 031 | 50,53   | 198 976  | 52,51    | 69 092      | 50,54       | 255 733            | 51,84              |
| Votants       | Votants                | Votants                 | 91 496   | 46,92    | 100 863 | 49,47   | 179 919  | 47,49    | 67 622      | 49,46       | 237 584            | 48,16              |
| Blancs        | Blancs                 | Blancs                  | 2 322    | 2,54     | 2 411   | 2,39    | 4 302    | 2,39     | 2 192       | 3,24        | 5 287              | 2,23               |
| Nuls          | Nuls                   | Nuls                    | 1 756    | 1,92     | 2 169   | 2,15    | 3 265    | 1,81     | 1 823       | 2,70        | 3 484              | 1,47               |
| Exprimés      | Exprimés               | Exprimés                | 87 418   | 95,54    | 96 283  | 95,46   | 172 352  | 95,79    | 63 607      | 94,06       | 228 813            | 96,31              |
|               |                        |                         |          |          |         |         |          |          |             |             |                    |                    |
| Tête de liste | Tête de liste          | Liste                   | Meuse    | Meuse    | Moselle | Moselle | Bas-Rhin | Bas-Rhin | Haut-Rhin   | Haut-Rhin   | Vosges             | Vosges             |
| Tête de liste | Tête de liste          | Liste                   | #        | %        | #       | %       | #        | %        | #           | %           | #                  | %                  |
|               | Florian Philippot      | FN - RBM                | 26 953   | 40,40    | 122 361 | 38,90   | 112 096  | 30,69    | 85 029      | 34,73       | 51 263             | 37,19              |
|               | Philippe Richert       | LR - UDI - MoDem        | 13 487   | 20,21    | 69 429  | 22,07   | 121 613  | 33,29    | 68 509      | 27,98       | 31 400             | 22,78              |
|               | Jean-Pierre Masseret   | (PS) puis Divers gauche | 13 361   | 20,04    | 63 029  | 20,03   | 39 353   | 10,77    | 23 242      | 9,49        | 27 171             | 19,71              |
|               | Sandrine Bélier        | EELV - PRG              | 3 910    | 5,86     | 18 695  | 5,94    | 30 084   | 8,24     | 18 348      | 7,49        | 9 252              | 6,71               |
|               | Laurent Jacobelli      | DLF                     | 4 661    | 6,99     | 14 340  | 4,56    | 11 075   | 3,03     | 8 804       | 3,60        | 8 496              | 6,16               |
|               | Jean-Georges Trouillet | UL - AEI - PL - PM      | 809      | 1,21     | 6 665   | 2,12    | 36 776   | 10,07    | 30 950      | 12,64       | 1 893              | 1,37               |
|               | Patrick Peron          | FG - MRC - NGS          | 1 760    | 2,64     | 10 490  | 3,34    | 8 291    | 2,27     | 4 931       | 2,01        | 4 180              | 3,03               |
|               | Julien Wostyn          | LO                      | 1 041    | 1,56     | 5 130   | 1,63    | 3 316    | 0,91     | 2 882       | 1,18        | 2 489              | 1,81               |
|               | David Wentzel          | UPR                     | 739      | 1,11     | 4 380   | 1,39    | 2 688    | 0,74     | 2 119       | 0,87        | 1 680              | 1,22               |
|               |                        |                         |          |          |         |         |          |          |             |             |                    |                    |
| Inscrits      | Inscrits               | Inscrits                | 138 699  | 100,00   | 756 001 | 100,00  | 768 531  | 100,00   | 529 235     | 100,00      | 285 237            | 100,00             |
| Abstentions   | Abstentions            | Abstentions             | 68 397   | 49,31    | 428 214 | 56,64   | 387 543  | 50,43    | 269 926     | 51,00       | 139 507            | 48,91              |
| Votants       | Votants                | Votants                 | 70 302   | 50,69    | 327 787 | 43,36   | 380 988  | 49,57    | 259 309     | 49,00       | 145 730            | 51,09              |
| Blancs        | Blancs                 | Blancs                  | 2 078    | 2,96     | 8 331   | 2,54    | 7 561    | 1,98     | 7 130       | 2,75        | 4 788              | 3,29               |
| Nuls          | Nuls                   | Nuls                    | 1 503    | 2,14     | 4 937   | 1,51    | 8 135    | 2,14     | 7 365       | 2,84        | 3 118              | 2,14               |
| Exprimés      | Exprimés               | Exprimés                | 66 721   | 94,91    | 314 519 | 95,95   | 365 292  | 95,88    | 244 814     | 94,41       | 137 824            | 94,57              |

#### Second tour
| Tête de liste | Tête de liste        | Liste                   | Ardennes | Ardennes | Aube    | Aube    | Marne    | Marne    | Haute-Marne | Haute-Marne | Meurthe-et-Moselle | Meurthe-et-Moselle |
| Tête de liste | Tête de liste        | Liste                   | #        | %        | #       | %       | #        | %        | #           | %           | #                  | %                  |
| ------------- | -------------------- | ----------------------- | -------- | -------- | ------- | ------- | -------- | -------- | ----------- | ----------- | ------------------ | ------------------ |
|               | Philippe Richert     | LR - UDI - MoDem        | 45 496   | 42,30    | 49 847  | 42,86   | 99 179   | 46,74    | 30 124      | 39,27       | 128 230            | 45,64              |
|               | Florian Philippot    | FN - RBM                | 41 737   | 38,81    | 47 526  | 40,86   | 78 826   | 37,15    | 32 431      | 42,28       | 94 891             | 33,78              |
|               | Jean-Pierre Masseret | (PS) puis Divers gauche | 20 323   | 18,90    | 18 929  | 16,28   | 34 190   | 16,11    | 14 150      | 18,45       | 57 817             | 20,58              |
|               |                      |                         |          |          |         |         |          |          |             |             |                    |                    |
| Inscrits      | Inscrits             | Inscrits                | 195 365  | 100,00   | 203 892 | 100,00  | 378 940  | 100,00   | 136 584     | 100,00      | 493 458            | 100,00             |
| Abstentions   | Abstentions          | Abstentions             | 83 096   | 42,53    | 82 547  | 40,49   | 157 711  | 41,62    | 55 359      | 40,53       | 201 020            | 40,74              |
| Votants       | Votants              | Votants                 | 112 269  | 57,47    | 121 345 | 59,51   | 221 229  | 58,38    | 81 225      | 59,47       | 292 438            | 59,26              |
| Blancs        | Blancs               | Blancs                  | 2 160    | 1,92     | 2 384   | 1,96    | 4 356    | 1,97     | 1 851       | 2,28        | 6 167              | 2,11               |
| Nuls          | Nuls                 | Nuls                    | 2 553    | 2,27     | 2 659   | 2,19    | 4 678    | 2,11     | 2 669       | 3,29        | 5 333              | 1,82               |
| Exprimés      | Exprimés             | Exprimés                | 107 566  | 95,80    | 116 302 | 95,84   | 212 195  | 95,92    | 76 705      | 94,44       | 280 938            | 96,07              |
|               |                      |                         |          |          |         |         |          |          |             |             |                    |                    |
| Tête de liste | Tête de liste        | Liste                   | Meuse    | Meuse    | Moselle | Moselle | Bas-Rhin | Bas-Rhin | Haut-Rhin   | Haut-Rhin   | Vosges             | Vosges             |
| Tête de liste | Tête de liste        | Liste                   | #        | %        | #       | %       | #        | %        | #           | %           | #                  | %                  |
|               | Philippe Richert     | LR - UDI - MoDem        | 32 481   | 40,03    | 182 697 | 45,37   | 264 556  | 59,19    | 154 024     | 51,79       | 73 425             | 43,68              |
|               | Florian Philippot    | FN - RBM                | 32 855   | 40,49    | 150 573 | 37,39   | 139 202  | 31,14    | 109 997     | 36,98       | 62 128             | 36,96              |
|               | Jean-Pierre Masseret | (PS) puis Divers gauche | 15 801   | 19,47    | 69 413  | 17,24   | 43 191   | 9,66     | 33 402      | 11,23       | 32 540             | 19,36              |
|               |                      |                         |          |          |         |         |          |          |             |             |                    |                    |
| Inscrits      | Inscrits             | Inscrits                | 138 672  | 100,00   | 755 990 | 100,00  | 768 466  | 100,00   | 529 253     | 100,00      | 285 248            | 100,00             |
| Abstentions   | Abstentions          | Abstentions             | 53 782   | 38,79    | 336 770 | 44,55   | 300 016  | 39,04    | 213 650     | 40,37       | 108 543            | 38,05              |
| Votants       | Votants              | Votants                 | 84 890   | 61,21    | 419 220 | 55,45   | 468 450  | 60,96    | 315 603     | 59,63       | 176 705            | 61,95              |
| Blancs        | Blancs               | Blancs                  | 1 813    | 2,14     | 9 245   | 2,21    | 10 393   | 2,22     | 9 547       | 3,03        | 4 163              | 2,36               |
| Nuls          | Nuls                 | Nuls                    | 1 940    | 2,29     | 7 292   | 1,74    | 11 108   | 2,37     | 8 633       | 2,74        | 4 449              | 2,52               |
| Exprimés      | Exprimés             | Exprimés                | 81 137   | 95,58    | 402 683 | 96,06   | 446 949  | 95,41    | 297 423     | 94,24       | 168 093            | 95,13              |

### Répartition des sièges
| Liste           | Parti | Parti | Ardennes | Aube | Marne | Haute-Marne | Meurthe-et-Moselle | Meuse | Moselle | Bas-Rhin | Haut-Rhin | Vosges | Total |
| --------------- | ----- | ----- | -------- | ---- | ----- | ----------- | ------------------ | ----- | ------- | -------- | --------- | ------ | ----- |
| Liste Richert   |       | LR    | 3        | 4    | 6     | 2           | 7                  | 1     | 9       | 15       | 9         | 5      | 61    |
| Liste Richert   |       | UDI   | 1        | 1    | 3     |             | 4                  | 1     | 4       | 6        | 4         | 2      | 26    |
| Liste Richert   |       | Modem |          |      | 1     | 1           |                    |       | 2       | 4        | 1         |        | 9     |
| Liste Richert   |       | DVD   |          |      |       |             | 2                  | 1     | 1       | 1        | 1         |        | 6     |
| Liste Richert   |       | URL   |          |      |       |             |                    |       | 1       |          |           |        | 1     |
| Liste Richert   |       | PCD   |          |      |       |             |                    |       | 1       |          |           |        | 1     |
| Liste Philippot |       | FN    | 2        | 3    | 5     | 2           | 6                  | 2     | 9       | 8        | 6         | 3      | 46    |
| Liste Masseret  |       | PS    | 1        | 1    | 2     |             | 4                  | 1     | 4       | 2        | 2         | 2      | 19    |